# La fuga (pel·lícula)
La fuga és una pel·lícula argentina policial i dramàtica estrenada el 24 de maig de 2001 dirigida per Eduardo Mignogna i protagonitzada per Miguel Ángel Solá, Ricardo Darín, Inés Estévez, Gerardo Romano, Arturo Maly, Alejandro Awada i Patricio Contreras. Està basada en una novel·la homònima d'Eduardo Mignogna.
La pel·lícula recrea un fet real ocorregut en la Penitencieria Nacional situada al barri de Palermo a Buenos Aires però, com la mateixa va ser demolida, es va utilitzar per a la filmació el Penal d'Ushuaia.

## Sinopsi
Durant l'estiu de 1928 diversos reclusos de la Penitencieria Nacional de Buenos Aires es donen a la fugida. La història narra la sort dispar de cadascun dels evadits a la recerca de les seves destinacions. Els protagonistes són: un anarquista espanyol, un estafador, tres assassins, un timador de cartes i un innocent. Són homes durs, amb codis propis, disposats a tot amb la condició de no tornar a presó. Les seves odissees i desventures, narrades en temps paral·lels, relaten com alguns són capturats, o sofreixen morts violentes, mentre que uns altres desapareixen per sempre. Històries sòrdides i commovedores que no exclouen la tendresa i l'amor, la pietat o la por. Un final segellat amb un pacte d'amor carcerari que romandrà al cor de Buenos Aires com a testimoniatge de l'anhelada llibertat.

## Repartiment
- Miguel Ángel Solá... Laureano Irala
- Ricardo Darín... Domingo Santaló, 'El Pibe'
- Gerardo Romano... Julio Bordiola
- Patricio Contreras... Eusebio Duval
- Inés Estévez... Tabita
- Norma Aleandro... La Varela
- Alejandro Awada... Tomás Opitti
- Vando Villamil... Omar Zajur
- Alberto Jiménez... Camilo Vallejo
- Arturo Maly... Pedro Escofet
- Facundo Arana... Víctor Gans
- Oscar Alegre... Belisario "El Pampa" Zacarías
- Juan Ponce de León... Ramón Cedeyra
- Antonella Costa... Rita Baldini
- Lis Moreno... Rita Baldini (niña)
- Erasmo Olivera ... Anarquista
- Mario Paolucci ... Carcelero
- Luis Margani ... Comprador de la carbonería
- Marcelo Mazzarello... Guardaespaldas Bordiola
- Martín Pavlovsky ... Escribano
- Silvina Bosco... Fanny
- Héctor Malamud[1]

## Premis i candidatures
| Asociación de Cronistas Cinematográficos de la Argentina.                                  | Asociación de Cronistas Cinematográficos de la Argentina. | Asociación de Cronistas Cinematográficos de la Argentina. | Asociación de Cronistas Cinematográficos de la Argentina. | Asociación de Cronistas Cinematográficos de la Argentina. | Asociación de Cronistas Cinematográficos de la Argentina. |
| Premis Cóndor de Plata 2002                                                                | Premis Cóndor de Plata 2002                               | Premis Cóndor de Plata 2002                               | Premis Cóndor de Plata 2002                               | Premis Cóndor de Plata 2002                               | Premis Cóndor de Plata 2002                               |
| Categoria                                                                                  | .                                                         | Resultat                                                  |                                                           |                                                           |                                                           |
| ------------------------------------------------------------------------------------------ | --------------------------------------------------------- | --------------------------------------------------------- | --------------------------------------------------------- | --------------------------------------------------------- | --------------------------------------------------------- |
| Millor Direcció artística                                                                  | Margarita Jusid                                           | Guanyadora                                                |                                                           |                                                           |                                                           |
| Millor Guió adaptat                                                                        | Graciela Maglie, Jorge Goldenberg i Eduardo Mignogna      | Guanyadora                                                |                                                           |                                                           |                                                           |
| Millor Fotografia                                                                          | Marcelo Camorino                                          | Candidat                                                  |                                                           |                                                           |                                                           |
| Més ben Director                                                                           | Eduardo Mignogna                                          | Candidat                                                  |                                                           |                                                           |                                                           |
| Millor Muntatge                                                                            | Juan Carlos Macías                                        | Candidat                                                  |                                                           |                                                           |                                                           |
| Millor Pel·lícula                                                                          | La fuga                                                   | Candidata                                                 |                                                           |                                                           |                                                           |
| Millor Música                                                                              | Federico Jusid                                            | Candidat                                                  |                                                           |                                                           |                                                           |
| Millor Actor de repartiment                                                                | Patricio Contreras                                        | Candidat                                                  |                                                           |                                                           |                                                           |
| Premi India Catalina d'or del Festival Internacional de Cinema de Cartagena de Indias 2002 |                                                           |                                                           |                                                           |                                                           |                                                           |
| Millor Pel·lícula                                                                          | La fuga                                                   | Candidata                                                 |                                                           |                                                           |                                                           |
| Premis del Cercle d'Escriptors Cinematogràfics d'Espanya 2002                              |                                                           |                                                           |                                                           |                                                           |                                                           |
| Millor Actor                                                                               | Miguel Ángel Solá                                         | Candidat                                                  |                                                           |                                                           |                                                           |
| Millor Guió adaptat                                                                        | Graciela Maglie, Jorge Goldenberg i Eduardo Mignogna      | Candidat                                                  |                                                           |                                                           |                                                           |
| Goya a la millor pel·lícula estrangera de parla hispana de l'any 2001                      |                                                           |                                                           |                                                           |                                                           |                                                           |
| Millor Pel·lícula Estrangera de Parla Hispana                                              | La fuga                                                   | Guanyadora                                                |                                                           |                                                           |                                                           |
| Festival Internacional de Cinema Llatí de Los Angeles 2002                                 |                                                           |                                                           |                                                           |                                                           |                                                           |
| Millor Pel·lícula                                                                          | La fuga                                                   | Guanyadora                                                |                                                           |                                                           |                                                           |
| Premis MTV, Llatinoamèrica                                                                 |                                                           |                                                           |                                                           |                                                           |                                                           |
| Pel·lícula de la Gent (l'Argentina)                                                        | La fuga                                                   | Nominada                                                  |                                                           |                                                           |                                                           |
| Conquilla d'or del Festival Internacional de Cinema de Sant Sebastià 2002                  |                                                           |                                                           |                                                           |                                                           |                                                           |
| Més ben director                                                                           | Eduardo Mignona                                           | Candidat                                                  |                                                           |                                                           |                                                           |

| Millor Actor estranger | La Fuga / El hijo de la novia / 9 Reinas | Ricardo Darín |